# Hans-Dieter Brüchert
Hans-Dieter Brüchert (ur. 18 sierpnia 1952 w Jarmen) – wschodnioniemiecki zapaśnik w stylu wolnym.
Na Igrzyskach Olimpijskich w Montrealu w 1976 zdobył srebrny medal w wadze koguciej. Do jego osiągnięć należy także brązowy medal mistrzostw świata (Stambuł 1974). Ma w swoim dorobku również dwa medale mistrzostw Europy – srebrny (Madryt 1974) i brązowy (Leningrad 1976). Trzykrotnie był mistrzem NRD (1974, 1975, 1978)